# Gundam: Battle Operating Simulator
Gundam: Battle Operating Simulator est un jeu vidéo de tir à la première personne développé et édité par Banpresto en 2005 uniquement en arcade. C'est une adaptation en jeu vidéo de la série basée sur l'anime Mobile Suit Gundam,.